# 歡樂週末 開心廣場
《歡樂週末 開心廣場》是中國電視公司星期六下午綜藝節目，趙樹海主持，1984年12月22日13:00－14:30播出第一集，1985年2月2日停播。

## 單元
〈為什麼〉
藝人與觀眾共同參加的趣味問答單元。
〈影歌迷俱樂部〉
模仿秀單元，參賽者分組競賽。
〈我說你猜〉
趣味問答單元，優勝者將獲得製作單位贈送機票。